# Granby (Nottinghamshire)
Granby – wieś w Anglii, w hrabstwie Nottinghamshire, w dystrykcie Rushcliffe. Leży 18 km na wschód od miasta Nottingham i 163 km na północ od Londynu.